# Eadric Streona
Eadric Streona (* 10. Jahrhundert; † 1017) war ein angelsächsischer Adliger des 11. Jahrhunderts und ab 1007 bis zu seinem Tod Ealdorman of Mercia während der Herrschaft des englischen Königs Æthelred. Er wurde 1017 auf Anordnung von Knut dem Großen in London hingerichtet.

## Leben

### Früherer Werdegang und Ernennung zum Ealdorman of Mercia
Eadric stammt aus dem einflussreichen angelsächsischen Königreich Mercia. Über seinen früheren Werdegang ist nur wenig bekannt. Er soll aus bescheidenen Verhältnissen stammen und mindestens sieben Geschwister gehabt haben.
Bereits zu seinen früheren Lebzeiten soll Eadric beträchtliche Kirchenländereien übernommen haben, was ihm den Spitznamen Streona (der Erwerber) einbrachte. Da er aus einer titellosen Familie stammte, musste er seine Loyalität zum König Æthelred erst beweisen. Als Vollstrecker des Königs schaltete er zahlreiche ihm untreu gesinnte Adlige aus. Darunter war auch Ealdorman Ælfhelm von York, Northumbria, dessen Ermordung im Jahr 1006 von Æthelred befohlen wurde. Laut der Überlieferung von Johannes Wigorniensis lud Eadric Ælfhelm zu einem großen Fest nach Shrewsbury ein und organisierte den Mord während eines Jagdausflugs.
Nach dem Attentat wurde Eadric 1007 zum Ealdorman of Mercia ernannt. Dies war der Versuch Æthelreds, die Vorherrschaft in Süd- und Mittelengland zu sichern. Bereits zu dieser Zeit beschreibt ihn die angelsächsische Chronik als unzuverlässig und hinterlistig. Eadrics nachträgliche Ernennung zum Ealdorman beweist, dass der Mord mit Wissen von König Æthelred von England stattfand. Eadric heiratete 1009 oder 1012 Æthelreds Tochter Eadgyth.

### Rolle bei der Schlacht von Assandun
Seinen größten Verrat beging er 1015, als er sich mit Knut dem Großen gegen den neuen König Edmund II. verbündete. Zuvor starb Æthelred, und Edmund II. wurde der Nachfolger als König von England.
Streona zog mit den Wikingern plündernd durch England und nahm an mehreren Schlachten gegen die englischen Streitmacht teil. In der entscheidenden Schlacht von Assandun ließ er Edmund II. alleine gegen die Wikinger kämpfen. Es ist bis heute unklar, warum er nicht in die Schlacht eingriff. Sie endete letztendlich mit einer großen Niederlage für Edmund und der Inthronisierung Knuts als König von England, welche Position er kurz darauf mit der Heirat seiner zweiten Ehefrau Emma von der Normandie festigte.

### Hinrichtung
Das Bündnis zwischen Streona und Knut hielt nicht lange. Streona wurde von seiner Vergangenheit eingeholt und mit dem früheren Mord an Ealdorman Ælfhelm belastet. Brisant ist dabei, dass Knuts erste Ehefrau Ælfgifu von Northampton die Tochter von Ælfhelms war. Sie stammt wie ihre Familie und die von Eadric Streona aus Mercia. Streonas Mord an ihrem Vater stand also in direkter Verbindung zu Knut. Es ist unklar, ab wann er sich dessen bewusst war oder ob er Kenntnis des besagten Vorfalls schon vor der großen Schlacht um London hatte.
Während sich Streona im königlichen Palast in London aufhielt, wurde er auf Befehl von König Knut zusammen mit drei anderen prominenten englischen Adligen getötet. Dies waren Northman, Sohn von Leofwine, Æthelweard, Sohn von Æthelmær the Stout, und Brihtric, Sohn von Ælfhheah, Ealdorman of Devon. Laut dem Schriftstück Encomium Emmae Reginae, welches von Emma von der Normandie verfasst wurde, statuierte Knut mit ihnen ein Exempel für die Untreue und betrügerischen Absichten gegenüber Edmund II. Das genaue Datum von Eadrics Tod ist unklar, doch Johannes Wigorniensis datierte den Todestag auf den Weihnachtstag 1017. Es gilt daher es als wahrscheinlich, dass er am 25. Dezember 1017 getötet wurde. Knut ordnete an, Streonas Leichnam über die Stadtmauer zu werfen und unbestattet zu lassen. Nachfolger als Earl of Mercia wurde der Adlige Leofwine.

## Rezeption
In der 2022 erschienenen Netflix-Produktion Vikings: Valhalla wird die Geschichte um Eadric Streona aufgegriffen. Dort werden der Verrat an Edmond II. in der Schlacht von Assandun und sein Tod dargestellt. In der Serie wird Streona von Gavin Drea gespielt.